# Слатино (община Теарце)
Вижте пояснителната страница за други значения на Слатино.
Слатино (на македонска литературна норма: Слатино; на албански: Sllatina) е село в Северна Македония, в община Теарце.

## География
Селото е разположено в областта Долни Полог.

## История
На 2,5 km югоизточно от Слатино, по пътя за Ратае, в местността Долги гръм е разкопана римска вила рустика.
В османски данъчни регистри на немюсюлманското население от вилаета Калканделен от 1626 – 1627 година е отбелязано село Ислатине с 39 джизие ханета (домакинства).
В края на XIX век Слатино е преобладаващо албанско село в Тетовска каза на Османската империя. Андрей Стоянов, учителствал в Тетово от 1886 до 1894 година, пише за селото:
| „ | Село Слатино. — има 50 арнаутски и 10 български кѫщи и 1 джамия. Въ околностьта му има нѣколко църковища, при едно отъ които българитѣ се събиратъ да празднуватъ и колятъ курбанъ на 9 май. | “ |

Според статистиката на Васил Кънчов („Македония. Етнография и статистика“) в 1900 година Слатино има 70 жители българи християни и 275 арнаути мохамедани.
По данни на секретаря на Българската екзархия Димитър Мишев („La Macédoine et sa Population Chrétienne“) в 1905 година всичките 48 християнски жители на Слатино са българи екзархисти.
При избухването на Балканската война в 1912 година един човек от Слатино е доброволец в Македоно-одринското опълчение.
Според Афанасий Селишчев в 1929 година Слатина е село в Лешочка община и има 170 къщи с 1137 жители българи и албанци.
Според преброяването от 2002 година Слатино има 4112 жители.
| Националност     | Всичко |
| северномакедонци | 11     |
| албанци          | 4018   |
| турци            | 0      |
| роми             | 7      |
| власи            | 0      |
| сърби            | 1      |
| бошняци          | 0      |
| други            | 75     |

## Личности
Родени в Слатино
- Агим Нухиу (р. 1977), политик от Северна Македония, министър на вътрешните работи
- Имер Алиу (р. 1977), политик от Северна Македония
- Веселин Ангелов, македоно-одрински опълченец, 20-годишен, фурнаджия, 2-ра рота на 4-та битолска дружина, убит на 22 юни 1913 г.[9]